# أحمد ساني يريما
أحمد رفاعي ساني يريما (من مواليد 22 يوليو 1960) كان حاكم ولاية زمفارا، نيجيريا من مايو 1999 إلى مايو 2007، وهو الآن عضو مجلس الشيوخ عن غرب زمفارا ونائب زعيم الأقلية في مجلس الشيوخ. وهو عضو في حزب كل شعوب نيجيريا (ANPP).

## السنوات المبكرة
ولد أحمد رفاعي ساني في 22 يوليو 1960 في مدينة أنكا بولاية زمفارا.
بعد الانتهاء من دورة شهادة الثانوية العامة في كلية سوكوتو للفنون والعلوم في عام 1978، التحق بجامعة بايرو في كانو، وتخرج بدرجة البكالوريوس في الاقتصاد عام 1982. في عام 1987 عاد إلى جامعة بايرو وحصل على درجة الماجستير في الاقتصاد. 

## وظيفة مبكرة
كجزء من الخدمة الوطنية للشباب، تم إرساله إلى ولاية بورنو حيث كان يعمل في قسم الميزانية في مكتب المحافظ وأيضاً قام بالتدريس في كلية بورنو للدراسات الأساسية في مايدوجوري.
في عام 1983، بدأ حياته المهنية في الخدمة المدنية لولاية صكتو كضابط تخطيط اقتصادي في وزارة المالية. بين عامي 1988 و 1993 عمل مع العديد من هيئات الحكومة الفيدرالية، بما في ذلك المديرية الوطنية للتوظيف من 1988 إلى 1990، والبنك المركزي النيجيري بين عامي 1990 و 1993.
في عام 1994، عاد إلى الخدمة المدنية لولاية صكتو كمدير للميزانية في وزارة المالية، وشغل هذا المنصب حتى إنشاء ولاية زمفارة في أكتوبر 1996. ثم تم تعيينه مديراً عاماً للأراضي والإسكان، وأصبح لاحقًا أمينًا دائمًا في نفس القسم.
في سبتمبر 1998، ترك الخدمة المدنية لمتابعة حياته السياسية.

## حاكم ولاية زمفرة
انتخب أحمد رفاعي ساني ياريما حاكماً لولاية زمفارا عام 1999. أعيد انتخابه في عام 2003 لولاية ثانية، والتي انتهت في 29 مايو 2007. 

### الشريعة الإسلامية
كان ياريما أول حاكم نيجيري يطبق الشريعة في ولايته، والتي دخلت حيز التنفيذ في 27 يناير 2000. قانون زمفارة اعتمد الشريعة الإسلامية بالكامل، مع استثناء أن الردة لم يتم تجريمها، ويمكن استئناف جميع الأحكام أمام المحاكم الفيدرالية النيجيرية، والتي لا تسمح بالعقوبات التقليدية في الحدود.
استقبل هذا بحماس الأغلبية المسلمة في الدولة. هتف الآلاف من الناس تجمعوا في شوارع مدينة جوسو وهتفوا «الله أكبر».
تم إنشاء هيئات تنفيذ الشريعة في زمفارة، بما في ذلك مجلس العلماء ولجنة الحسبة ومجلس الزكاة والأوقاف ومجلس الشريعة للبحث والتطوير ولجنة الوعظ.
أكد الحاكم التزامه تجاه نيجيريا كمجتمع متعدد الأديان. يمكن لجميع غير المسلمين في زمفارة اختيار القانون المدني بدلاً من الشريعة عندما يواجهون إجراءات قانونية. وتم ضمان وتعزيز حقوق غير المسلمين في الصلاة والوعظ وبناء أماكن العبادة. الإغلاق الإلزامي للمحلات يوم الجمعة وحظر بعض الخدمات، مثل محلات تأجير الفيديو، لا ينطبق إلا على الشركات الإسلامية.
ومع ذلك، فإن بعض التغييرات التي أدخلت أثرت على جميع مواطني الدولة. كان بيع واستهلاك الكحول والدعارة خاضعين لحظر على مستوى الولاية.
تم الطعن في تطبيق الشريعة في زامفارا في المحاكم من قِبل «قانون هيري» Huri-Laws (وهي منظمة غير حكومية نيجيرية لحقوق الإنسان) ومن قبل مواطن مسيحي من الولاية أيضا. ورفضت محكمة ولاية زمفرة العليا كلتا القضيتين، وقضت بأن النظام الأساسي لا ينتهك حقوق أي من المدعين.

## مهنة مجلس الشيوخ
قدم أحمد رفاعي ساني ياريما اسمه ليكون مرشح حزب جميع شعوب نيجيريا (ANPP) للانتخابات الرئاسية لعام 2007 وفاز بدعم من التحالف المسيحي،  لكنه انسحب من المسابقة في المؤتمر الوطني للحزب لعام 2007 لدعم رئيس الدولة محمد بخاري كمرشح ANPP.
تم انتخاب ياريما سيناتور (عضو مجلس الشيوخ) يمثل دائرة غرب زمفارا لحزب جميع شعوب نيجيريا في أبريل 2007. تم تعيينه في لجان الاختيار والشؤون الفيدرالية والشؤون الحكومية الدولية والزراعة ومكافحة المخدرات والفساد 
أحمد ساني يريما ترشح مرة أخرى في انتخابات 9 أبريل 2011 لعضو مجلس الشيوخ عن زمفارا ويست على منصة حزب جميع شعوب نيجيريا ANPP. تم انتخابه بأغلبية 154359 صوتا.

### جدل الزواج
اتُهم السيناتور ياريما بالزواج من فتاة دون السن القانونية من مصر ذات 13 عاماً وتم التحقيق معه لخرقه قانون حقوق الطفل في نيجيريا لعام 2003. ومع ذلك، بموجب المادة 61 من الجدول الثاني من الدستور النيجيري،  لا تتمتع الحكومة النيجيرية بسلطة التشريع بشأن «الزيجات بموجب الشريعة الإسلامية والقانون العرفي بما في ذلك الأسباب الزوجية المتعلقة به»، وهذا يعني أن السيناتور ياريما ليس ضده أي دعوى قانونية للرد عليها وتم إسقاط التحقيق. وقال إنه لم ينتهك الشريعة: «يخبرنا التاريخ أن النبي محمد تزوج فتاة صغيرة كذلك. لذلك أنا لم أخالف أي قانون.»  واتُهم السيناتور بدفع مهر قدره 100000 دولار (66000 جنيه إسترليني) لوالدي الفتاة. صوّت يريما أيضًا ضد مشروع قانون المساواة بين الجنسين الذي تم اقتراحه لحماية المرأة ومنحها حقوقًا مساوية لحقوق الرجل في عام 2016.

### تأسيس كل التقدميين الكونغرس واعتقال مارس 2013
قُبض على السيناتور ياريما في 9 مارس 2013 بعد مشاركته في برنامج إذاعي لهوسا مباشر تبثه هيئة الإذاعة الفيدرالية في نيجيريا.
وقال ياريما، الذي كان ضيفًا على البرنامج، إنه إذا فشلت اللجنة الانتخابية الوطنية المستقلة في تسجيل مؤتمر جميع التقدميين الذي تم تشكيله حديثًا، فإن الحزب سيبدأ احتجاجًا سلميًا على ساحة النسر في أبوجا.
ألقى مفوض شرطة ولاية كادونا القبض على السيناتور بعد البرنامج مباشرة لتوجيهه تعليقات «تحريضية». أُطلق سراح ياريما بعد ثلاث ساعات من استجوابه.
وبصفته متحدثًا باسم حزب جميع شعوب نيجيريا، فقد أدان عملية الاعتقال وادعى أنه اقترح أن حزب الشعب الديمقراطي الحاكم مصمم على إحباط تحالف المعارضة لانتخابات عام 2015.